# A Mind's I
A Mind's I er en kortfilm instrueret af Lars Pedersen efter eget manuskript.